# Anastasija Myskina
Anastasija Myskina (ryska: Анастасия Андреевна Мыскина), född 8 juli 1981 i Moskva, dåvarande Sovjetunionen, är en rysk högerhänt professionell tennisspelare.

## Tenniskarriären
Anastasija Myskina blev professionell tennisspelare på WTA-touren 1998. Hon har till juli 2008 vunnit 10 singel- och 5 dubbeltitlar på touren och dessutom 3 titlar i vardera singel och dubbel på ITF-arrangerade turneringar. Bland singelmeriterna märks en titel i Grand Slam-turneringar. Hon rankades som bäst som världstvåa i singel (september 2004). I dubbel rankades hon som bäst på 15:e plats (2005). Hon har i prispengar spelat in 5 606 725 US-dollar.
Sin första singeltitel på WTA-touren vann Myskina i juli 1999 i Palermo (finalseger över Angeles Montolio med  3-6 7-6 6-2). Säsongen 2003 vann hon fyra singeltitlar och finalbesegrade bland andra Justine Henin (Leipzig)och Amelie Mauresmo (Moskva).
Säsongen 2004 vann hon först Doha genom finalseger över landsmaninnan Svetlana Kuznetsova (4-6 6-4 6-4 ) och på sommaren Franska öppna genom finalseger över landsmaninnan Jelena Dementieva (6-1, 6-2). I oktober 2004 finalbesegrade hon åter Dementieva, denna gång i Moskva (7-5, 6-0).
Sin senaste singeltitel vann Myskina 2005 i Kolkata genom finalseger över kroatiskan Karolina Sprem (6-2, 6-2). Både 2005 och 2006 var hon finalist i Nordea Nordic Light Open i Stockholm.
Under de senaste två säsongerna har Myskina varit skadedrabbad och har haft svårt att nå upp till sin gamla spelstandard.
Myskina deltog i det ryska Fed Cup-laget 1998 och 2002-05.

## Grand Slam-titlar, singel
| År   | Mästerskap    | Finalmotståndare  | Setsiffror |
| 2004 | Franska öppna | Jelena Dementieva | 6-1, 6-2   |

## Övriga WTA-titlar
- Singel
  - 2005 - Kolkata
  - 2004 - Doha, Moskva
  - 2003 - Doha, Sarasota, Leipzig, Moskva
  - 2002 - Bahia
  - 1999 - Palermo
- Dubbel
  - 2006 - Warszawa (med Jelena Likhovtseva)
  - 2005 - Kolkata (med Jelena Likhovtseva), Filderstadt (med Daniela Hantuchova)
  - 2004 - Bali (med Ai Sugiyama), Moskva (med Vera Zvonareva)